# Walanda Walker Smith
Walanda Walker Smith (16 de noviembre de 1978) es una psicóloga especialista en psicología clínica reconocida por sus investigaciones sobre la depresión.

## Biografía
Walanda Walker Smith nació el 16 de noviembre de 1978 en Phoenix, Arizona. Mostrando su interés por la psicología desde una edad muy temprana. En el año de 1996 se gradúa como psicólogo en la Universidad de Fordham. Decidió continuar sus estudios especializándose en psicología Clínica en la Universidad de Bellevue en el año 2003. Allí permaneció estudiando y trabajando hasta el año 2006 cuando decide volver a Phoenix.

## Origen académico
Cuando inició sus estudios en la Universidad de Fordham se interesó por las problemáticas de los adolescentes, además de investigar sobre temas como la depresión. Desde muy temprano en la universidad siempre se identificó con el campo clínico, queriendo aprovechar cuanta oportunidad surgía para explorar una nueva área de dicho campo.